# Prince of Wales Island, Nunavut
Prince of Wales Island är en arktisk ö tillhörande Kanada i territoriet Nunavut, nordväst om Boothiahalvön från vilken den skiljs av Franklinsundet. Ön har en yta på 33 339 km²
Ön är till större delen nedisad.